# 1133
1133 (MCXXXIII) var ett normalår som började en söndag i den julianska kalendern.

## Händelser

### Okänt datum
- Geoffrey av Monmouth ger ut De brittiska kungarnas historia.
- Lothar III blir tysk-romersk kejsare.

## Födda
- 5 mars – Henrik II, kung av England 1154–1189.
- Sancho VI, kung av Navarra 1150–1194.
- Sigurd Munn, kung av Norge 1136–1155.

## Avlidna
- 18 december – Hildebert, ärkebiskop av Tours.
- Eirene Doukaina, bysantinsk kejsarinna.
- Clementia av Burgund, flamländsk regent.